# 宇野線
宇野線（うのせん）は、岡山県岡山市北区の岡山駅から岡山県玉野市の宇野駅に至る西日本旅客鉄道（JR西日本）の鉄道路線（幹線）である。宇野みなと線（うのみなとせん）という愛称が2016年3月26日から使用されている。

## 概要
かつて四国と本州を行き来していた宇高連絡船との接続路線として賑わった。瀬戸大橋開通後も、岡山駅 - 茶屋町駅間は瀬戸大橋を渡る本四備讃線のアプローチ線として引き続き本四連絡の使命を担っており、本四備讃線・予讃線を含めた岡山駅 - 高松駅間に「瀬戸大橋線」という愛称がつけられている。茶屋町駅 - 宇野駅間は玉野市との都市間輸送中心の路線となった。2016年3月26日からは岡山駅 - 宇野駅間に対しても「宇野みなと線」の愛称が使用されている。英字表記は「Uno-port Line」となっている。
全区間をJR西日本岡山支社が管轄している。岡山支社管内では独自にラインカラーとして青（本四備讃線と共通）が設定されていたが、2016年3月26日からは前記の愛称とともに新たなラインカラーと路線記号が導入され、宇野線（宇野みなと線）としては水色（■） L 、瀬戸大橋線としては青色（■） M となっている。
2019年3月16日の始発列車より茶屋町駅 - 宇野駅間でも「ICOCA」などの全国相互利用対象のIC乗車カードが利用できるようになり、全線がIC乗車カード「ICOCA」のエリアとなっている。

### 路線データ
- 管轄・路線距離（営業キロ）：
  - 西日本旅客鉄道（第一種鉄道事業者）
    - 岡山駅 - 宇野駅間 32.8 km

  - 日本貨物鉄道（第二種鉄道事業者）
    - 岡山駅 - 茶屋町駅間 (14.9 km)
- 軌間：1067 mm
- 駅数：15（起終点駅含む）
  - 宇野線所属駅に限定した場合、山陽本線所属の岡山駅[7]が除外され、14駅となる。
- 複線区間：早島駅 - 久々原駅間（大元駅・妹尾駅周辺の複線は、駅構内の交換設備）
- 電化区間：全線（直流1500 V）
- 閉塞方式：単線自動閉塞式
- 最高速度：
  - 岡山駅 - 茶屋町駅間：100 km/h
  - 茶屋町駅 - 宇野駅間：95 km/h
- 運転指令所：中国総合送指令所岡山指令所
- IC乗車カード対応区間：
  - ICOCAエリア：全線

### 平均通過人員
各年度の平均通過人員（人/日）は以下のとおりである。
| 年度                   | 平均通過人員（人/日） | 平均通過人員（人/日） | 平均通過人員（人/日） | 出典   |
| 年度                   | 全線                  | 岡山 - 茶屋町         | 茶屋町 - 宇野         | 出典   |
| ---------------------- | --------------------- | --------------------- | --------------------- | ------ |
| 2013年度（平成25年度） | 19,879                | 39,124                | 3,859                 | [ 8 ]  |
| 2014年度（平成26年度） | 19,985                | 39,466                | 3,770                 | [ 9 ]  |
| 2015年度（平成27年度） | 20,882                | 41,154                | 4,008                 | [ 10 ] |
| 2016年度（平成28年度） | 21,355                | 42,043                | 4,134                 | [ 11 ] |
| 2017年度（平成29年度） | 21,439                | 42,374                | 4,013                 | [ 12 ] |
| 2018年度（平成30年度） | 21,224                | 41,958                | 3,965                 | [ 13 ] |
| 2019年度（令和元年度） | 21,093                | 41,522                | 4,089                 | [ 14 ] |
| 2020年度（令和02年度） | 13,454                | 25,804                | 3,173                 | [ 15 ] |
| 2021年度（令和03年度） | 14,427                | 27,887                | 3,223                 | [ 16 ] |
| 2022年度（令和04年度） | 17,717                | 34,591                | 3,672                 | [ 17 ] |
| 2023年度（令和05年度） | 19,467                | 38,269                | 3,816                 | [ 18 ] |

## 沿線概況
岡山駅を出ると跨線橋をくぐってすぐに山陽本線を越えるため、単線の築堤を登り始める。岡山駅の西側にある電留線を左手に眺めながら左へカーブする。山陽本線を越えて山陽新幹線をくぐると、高架線になり南下を始める。市街地を走行するためホテルや雑居ビル、マンションなど高層の建物が目立つ。岡山県道21号岡山児島線と交差する病院付近から複線になるが、ここから再び単線になる場所までが大元駅の構内となる。大元駅のホームを通過し、右にカーブして右手にベスト電器が入居するショッピングモール「岡山モール」とエディオンが見えて単線区間になると高架を降り始める。この周辺は、宇野線の高架が岡山市北区下中野と南区下中野の境目となっており、高架線より西側が北区下中野、東側が南区下中野となっている。高架を降りるとすぐに備前西市駅で、同駅構内で国道2号（岡山バイパス）をくぐる。笹ヶ瀬川を渡って築堤を下りると妹尾駅構内の複線区間を走行し、周辺は田畑も目立つようになる。右にカーブすると妹尾駅で、すぐに単線区間を走行し今度はほぼ西向きに進路を変える。片面ホームの備中箕島駅を過ぎて高架橋をくぐると再び複線になり早島駅構内に入る。左へカーブして早島駅を通過し、再度左へカーブすると再び南下して久々原駅でこの先は単線になる。左手に小学校が見え始めたところから高架橋になり、まもなく本四備讃線が分岐する茶屋町駅に到着する。
茶屋町駅を出ると、線路は本四備讃線の西側に移り、しばらく本四備讃線と並走する。なお、この区間では線路の西側に、本四備讃線が開業する前に使われていた煉瓦で積み上げた旧線の高架橋の遺構がいくつか見られる。倉敷川を渡ると下り勾配となり地上へと降り、本四備讃線の高架橋の下をくぐり抜けて東進している。その後、川を渡って彦崎駅となり、その先は山沿いを走行するようになる。倉敷川とわずかに併走して、南東に進路を変えて進むと備前片岡駅である。岡山市南区の中心部になるが、左手には田畑が目立つ。そのまま直進して、迫川駅・常山駅、国道30号をくぐり鴨川を渡ってしばらく進むと八浜駅と続く。左手に小学校が見えると、右にカーブして南下しトンネルで峠越えをする。緩やかに左へカーブすると備前田井駅で、周辺は住宅地も目立つようになる。左手から徐々に岡山県道22号倉敷玉野線と併走し始め、右手にある留置線を過ぎると、岡山県道466号田井新港線の第一跨線橋をくぐり、終点の宇野駅に到着する。かつて宇野駅は宇高連絡船との接続駅として、数多くの優等列車や貨物列車が発着しており、各駅にある行き違い設備の線路有効長が長くとられていた。また、宇野駅は留置線や引き込み線などがいくつもある広大な駅であったが、駅周辺の再開発により、その名残がほとんどなくなっている。
大元駅を出ると西に大きくカーブし茶屋町駅付近から東に転じて宇野駅を目指し、西へ大きく迂回しているが、これは建設当時の海岸線に沿ったもので、当線より東側の多くは後世の干拓によって陸地化された土地である。この迂回を解消するため戦後国鉄では短絡線の建設を計画していた。具体的には大元駅から分岐する岡山臨港鉄道を国有化した上で活用し、児島湾締切堤防を渡って再び合流するもので、優等列車専用とする案であった。しかしながら諸般の事情によりこの計画は中止となり、岡山臨港鉄道の国有化も行われなかった。児島湾締切堤防にはその計画の名残として線路用のスペースが残されており、現在は水道管が通されている。その後本四備讃線を茶屋町駅から分岐させることとなり、結果的には明治時代に建設された西への大きな迂回ルートは、のちの瀬戸大橋へのアプローチには有利なルートとなった。

## 運行形態

### 旅客列車

#### 瀬戸大橋線の列車
瀬戸大橋線の一部である岡山駅 - 茶屋町駅間には本四連絡列車として以下の列車が走る（定期列車のみ掲げる）。
- 特急「しおかぜ」：岡山駅 - 伊予西条駅・松山駅間（2016年3月25日までは宇和島駅発着の列車も運転されていた）
- 特急「南風」：岡山駅 - 高知駅間（2019年3月15日までは宿毛駅発着の列車も運転されていた。ならびに、2020年3月13日までは中村駅発着の列車も運転されていた）
- 寝台特急「サンライズ瀬戸」：東京駅 - 高松駅間
- 快速「マリンライナー」：岡山駅 - 高松駅間

これらの本四連絡列車以外にも岡山駅 - 茶屋町駅間に快速列車が、岡山駅 - 備前西市駅・児島駅間に普通列車がそれぞれ運転されている。日中の岡山駅 - 備前西市駅・茶屋町駅間の区間列車は2020年3月14日のダイヤ改正で新設され、多くのマリンライナーが通過する大元駅・備前西市駅・妹尾駅で列車本数が増加している。以前は児島駅より先の四国方面へ直通する普通列車が設定されていたが、2019年3月16日のダイヤ改正以降全て児島駅折り返しとなり現存しない。
特急は、岡山駅 - 徳島駅間の特急「うずしお」が岡山駅 - 宇多津駅間は「南風」と併結して走っていたが、2025年3月15日のダイヤ改正で岡山駅 - 高松駅間の運行が廃止された。
瀬戸大橋線は風速が規制値を超えると瀬戸大橋を渡る区間である児島駅 - 坂出駅・宇多津駅間で運転を見合わせるため、振替輸送で宇高国道フェリーまたは四国フェリーと接続して本四連絡の使命を担うことがあり、その場合には通常運転がない岡山駅 - 宇野駅間で臨時快速「マリンライナー」が運転されていた。
しかし、2012年（平成24年）以降は宇高国道フェリーの運休および四国フェリーの減便に伴い代替輸送契約が解除されたことに伴いフェリーによる振替輸送は実施されておらず、瀬戸大橋線の瀬戸大橋風規制による運転抑止の場合は、四国直通列車は特急が運休、快速「マリンライナー」や普通列車が児島駅折り返し運行となる。
2016年7月1日から、同年4月から運転されている213系7000番台「La Malle de Bois（ラ・マル・ド・ボァ）」による観光列車「ラ・マルせとうち」（後節参照）が岡山駅 - 高松駅間でも運転されていた。2017年には、岡山駅 - 琴平駅間に「ラ・マルことひら」が運転されており、同年秋から祝日に運行されている。

#### 宇野みなと線の列車
線内運転列車（宇野みなと線の列車）としては、普通列車が朝晩を中心に岡山駅 - 宇野駅間で運転されているほか、日中は1 - 2時間に1本の割合で茶屋町駅 - 宇野駅間折り返しのワンマン列車が運転されている。
岡山駅 - 宇野駅間には、2016年4月9日から213系7000番台「La Malle de Bois（ラ・マル・ド・ボァ）」による観光列車「ラ・マルせとうち」が運転されている。2017年3月以降、岡山駅 - 宇野駅間での運転は毎週土曜日やゴールデンウィーク・お盆期間となっている。

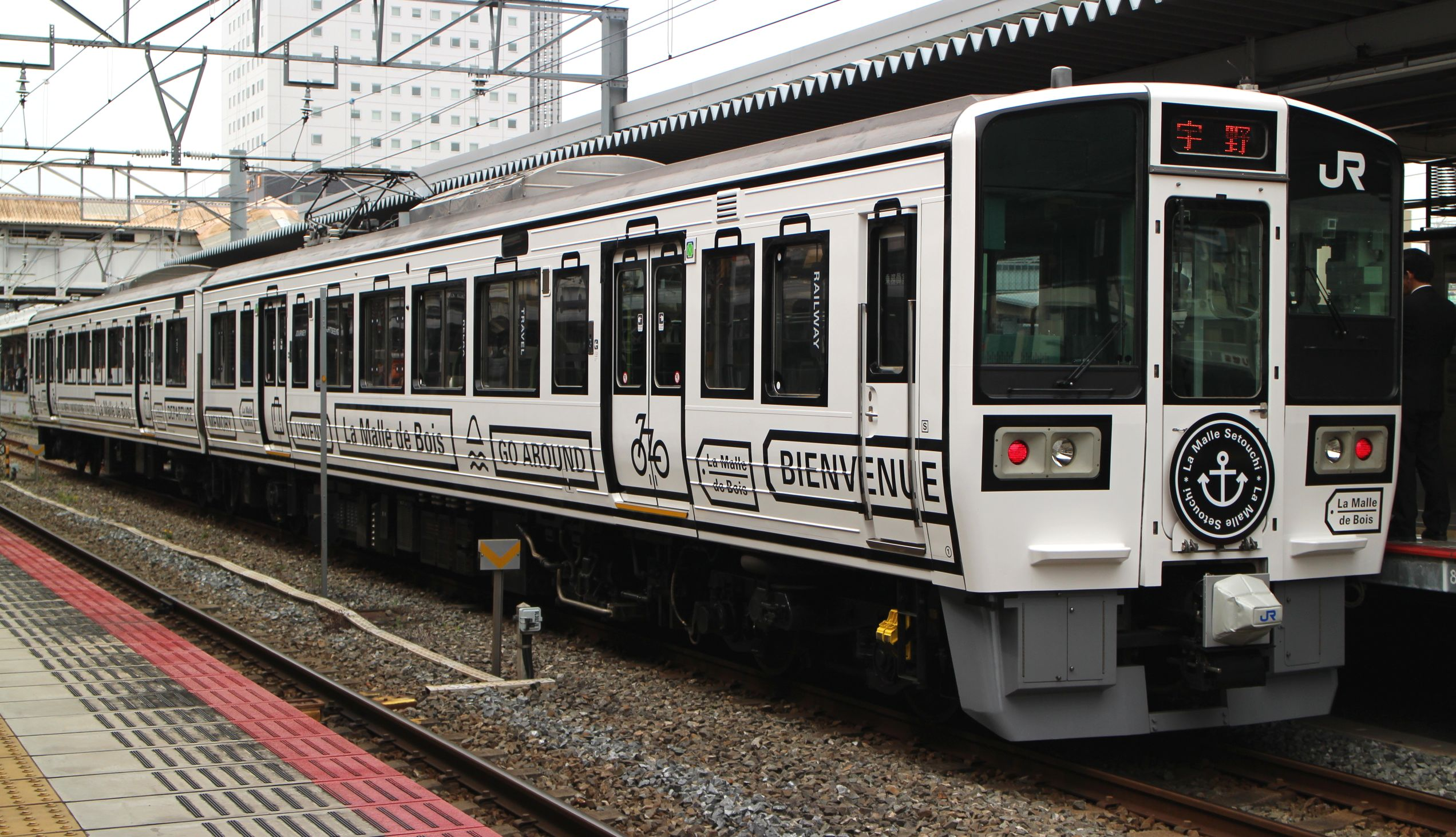
岡山駅停車中の「ラ・マル・ド・ボァ」

### 貨物列車

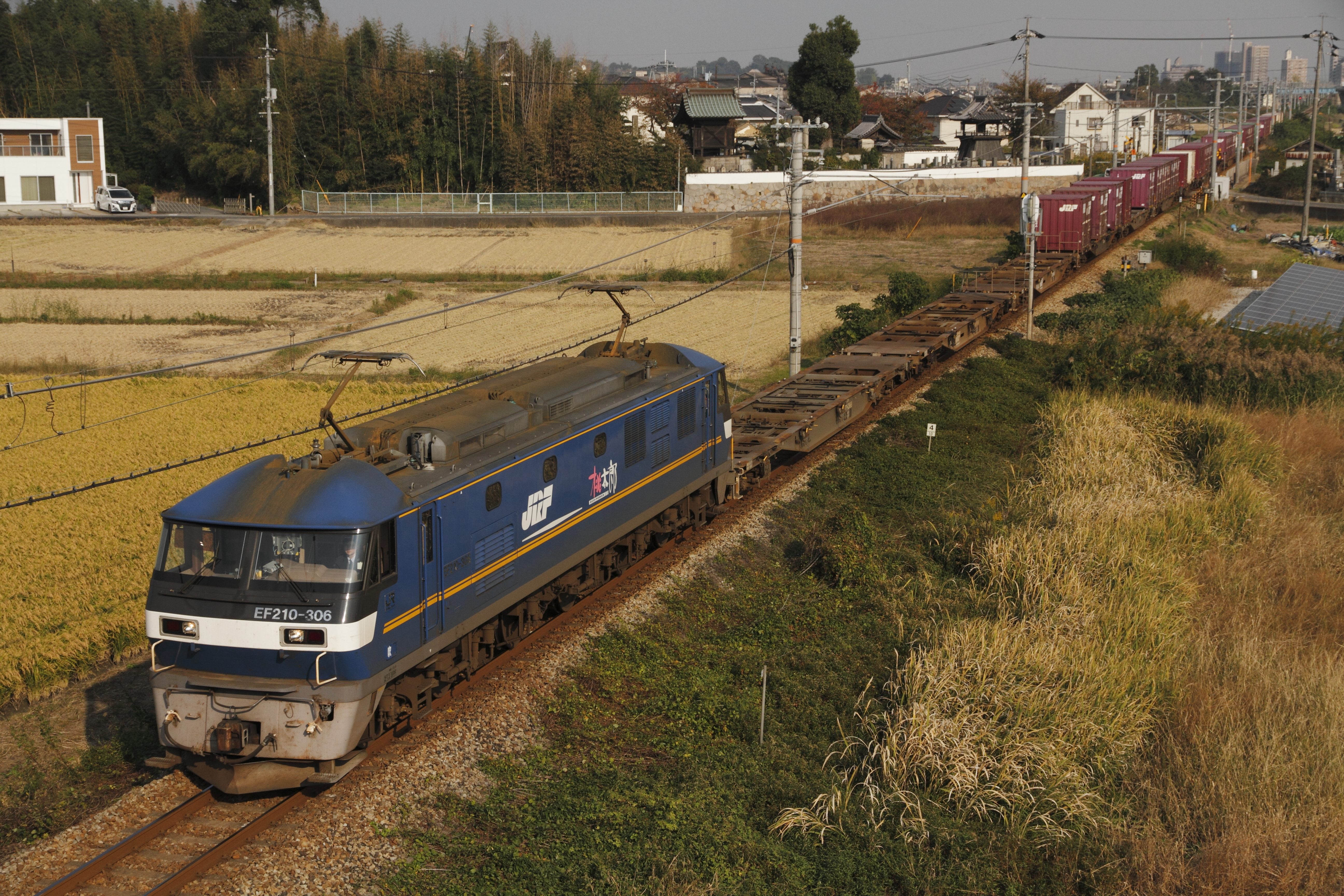
EF210形

貨物列車は岡山駅 - 茶屋町駅 - 高松貨物ターミナル駅間で1日4往復の高速貨物列車が運転されている。区間内に貨物の積み下ろしを行う駅はない。

## 使用車両
特急列車は気動車と電車、普通・快速列車は電車、貨物列車は電気機関車が使用されている。

### 現在の車両

#### 特急列車
特記のないものは、JR四国の車両が使用されている。
気動車
- 2700系：2019年9月28日から特急「南風」に使用されている。2020年7月18日から2025年3月14日までは特急「うずしお」でも使用されていた。

電車
- 8000系：特急「しおかぜ」に使用されている。
- 8600系：2016年3月26日ダイヤ改正から特急「しおかぜ」に使用されている。
- 285系：寝台特急「サンライズ瀬戸」に使用されている。JR西日本、JR東海所有。

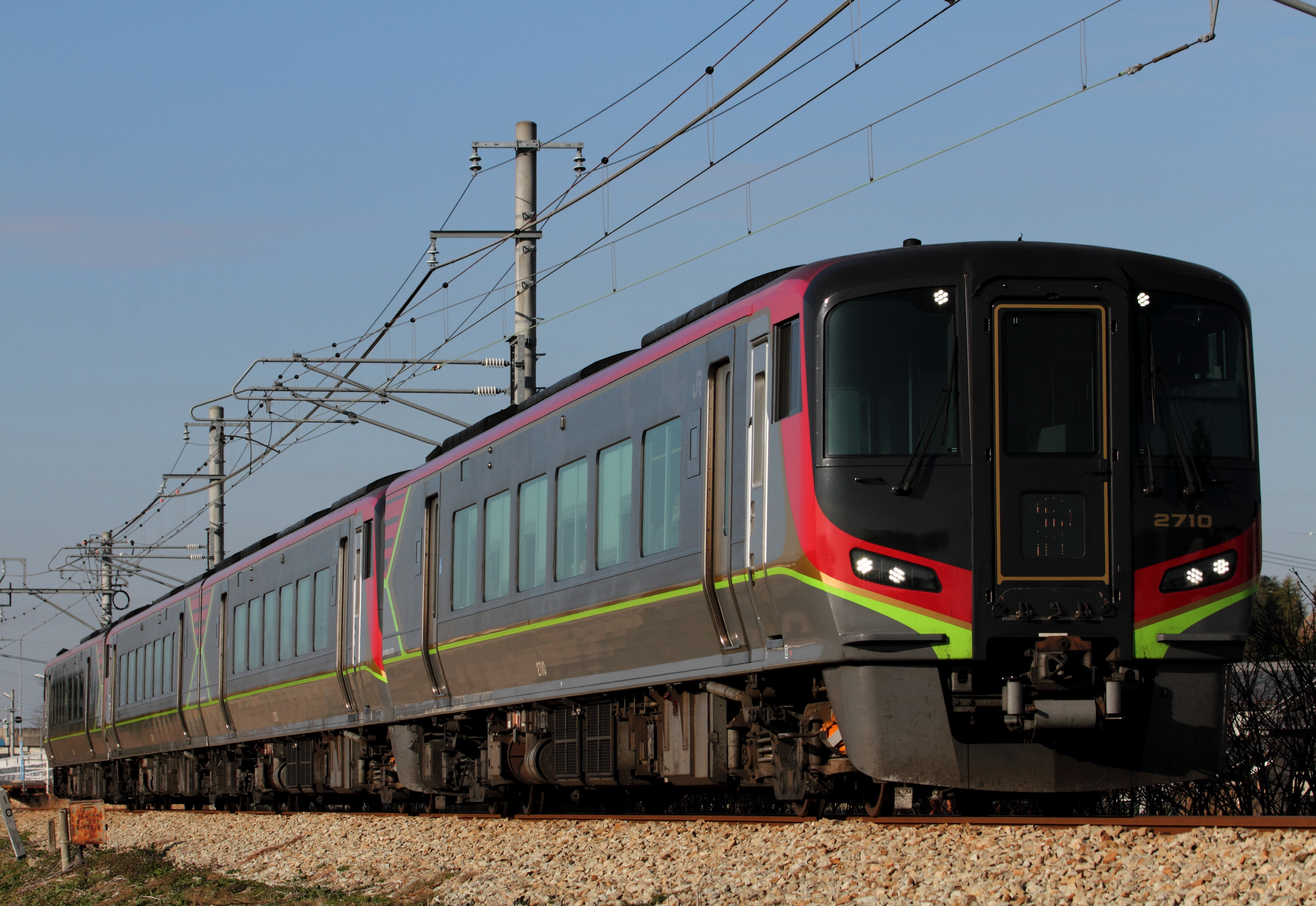
2700系
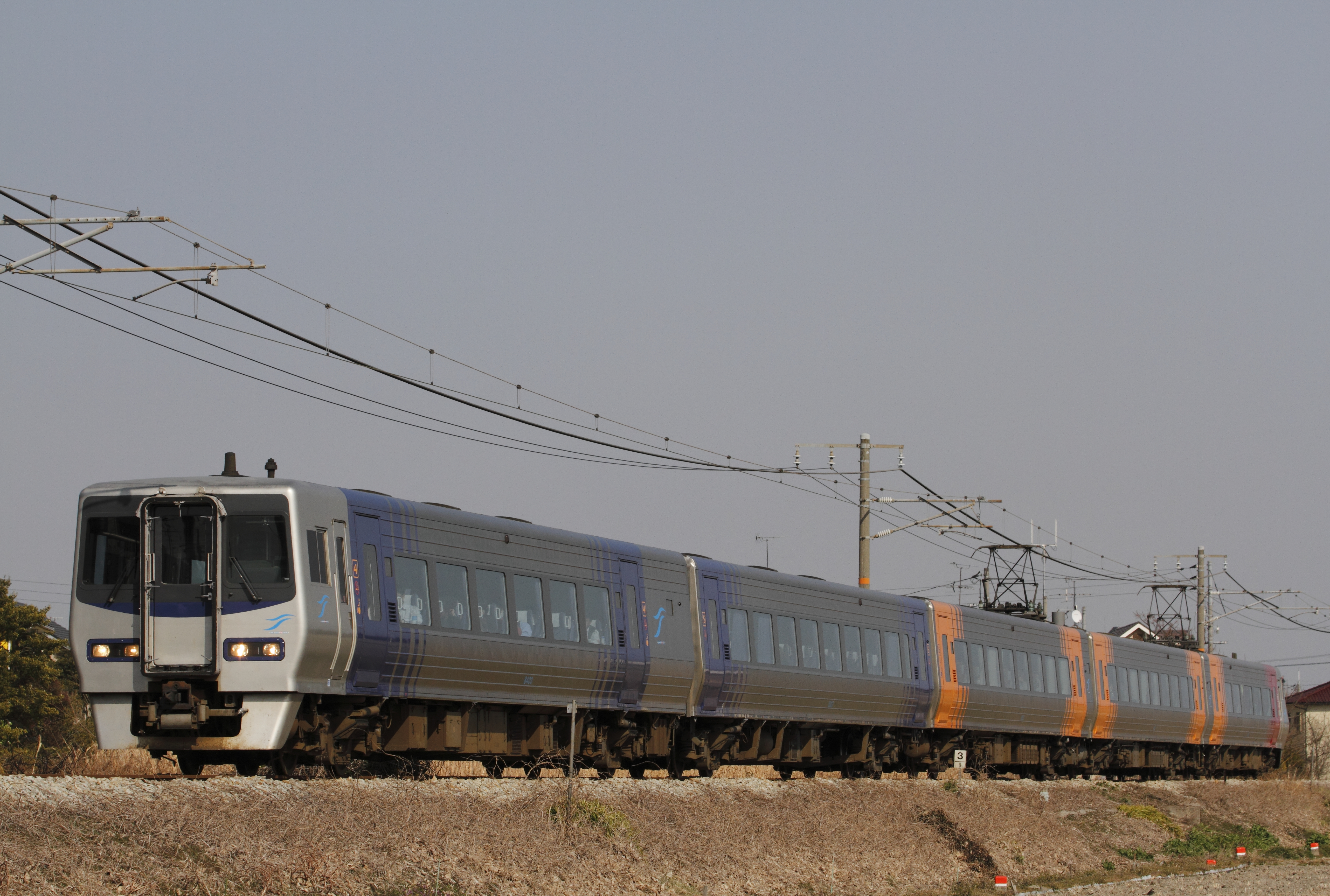
8000系
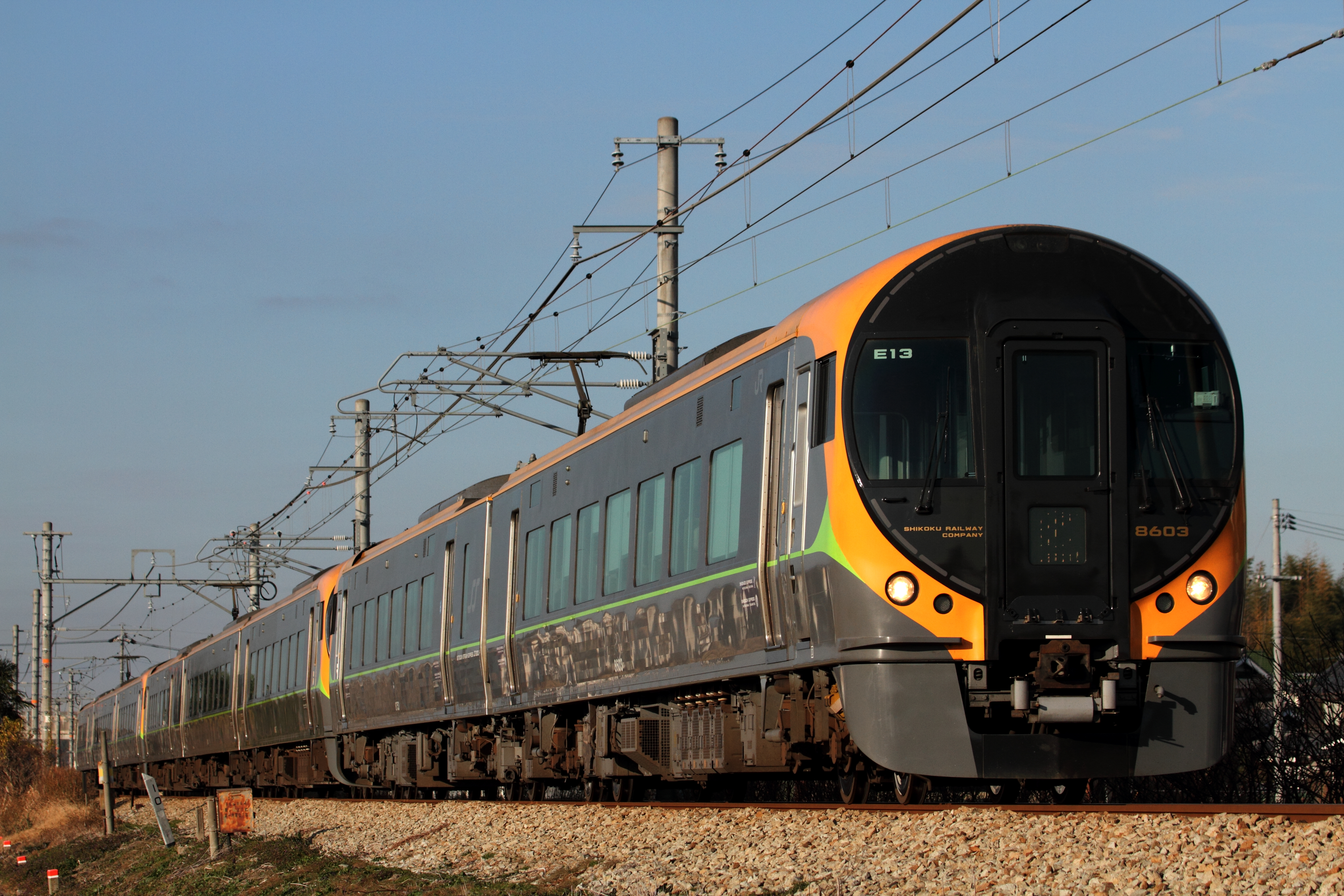
8600系

#### 普通・快速列車
JR西日本の車両のほか、瀬戸大橋線の列車ではJR四国の5000系も使用される。朝夕は比較的混雑するが、使用される車両は全てクロスシート装備の車両であり、オールロングシートの車両は原則として乗り入れない。
- 113系：JR西日本下関総合車両所岡山電車支所の車両が岡山駅 - 宇野駅間の普通列車で使用されている。国鉄時代には快速列車にも12両編成で使用されていて、グリーン車サロ113も連結されていたことがある。2016年3月25日まではJR四国高松運転所所属の車両も岡山駅 - 観音寺駅間の普通列車で運用されていた。
- 115系：岡山駅 - 宇野駅・児島駅間の普通列車で使用されている。2019年3月15日までは琴平駅まで乗り入れる運用があった。1980年から1987年の間は快速列車にも使用され、8両 - 12両の長大編成で運行されていた。
- 213系：岡山駅 - 宇野駅・児島駅間の普通列車で使用されている。1987年に岡山駅 - 宇野駅間の快速「備讃ライナー」に投入され、1988年から2003年までは岡山駅 - 高松駅間の快速「マリンライナー」で使用されていた。快速「マリンライナー」から撤退した後は岡山地区の普通列車で使用されている。ワンマン運転で日中の茶屋町駅 - 宇野駅の区間運転列車にも使用されている。2020年3月14日からは岡山駅 - 備前西市駅間の普通列車と、岡山駅 - 茶屋町駅間の快速列車にも使用されている。観光列車「ラ・マルせとうち」「ラ・マルことひら」には7000番台「La Malle de Bois（ラ・マル・ド・ボァ）」が使用される。
- 5000系：岡山駅 - 高松駅間で快速「マリンライナー」として使用されている。
- 223系5000番台：岡山駅 - 高松駅間で快速「マリンライナー」として使用されている。2007年6月下旬から2010年1月までは、2000番台も連結されていた。
- 227系500番台：岡山駅 - 宇野駅・児島駅間の普通列車で使用されている。2023年7月22日より営業運転開始。全線でワンマン運転を行う[26]。

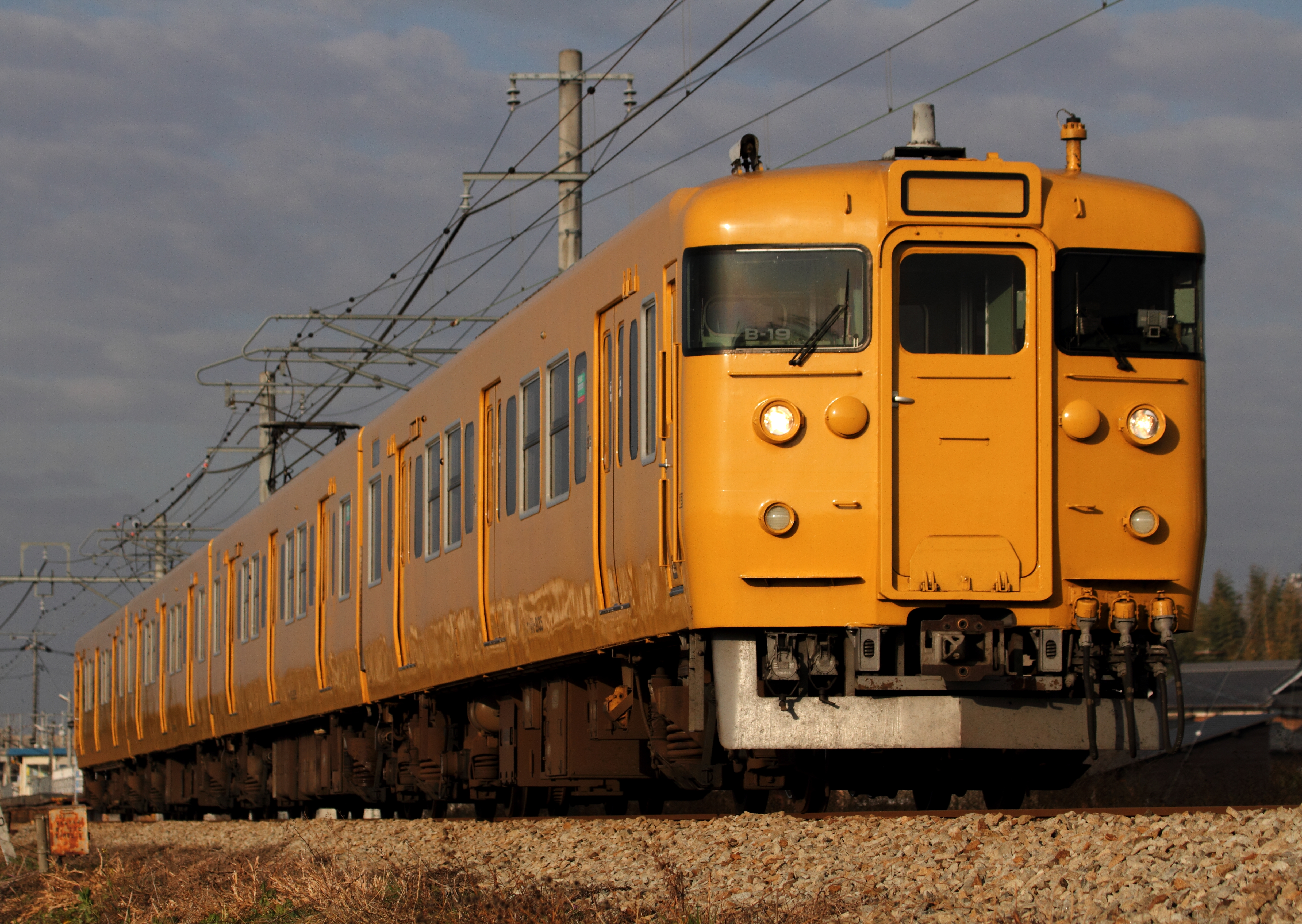
JR西日本の113系
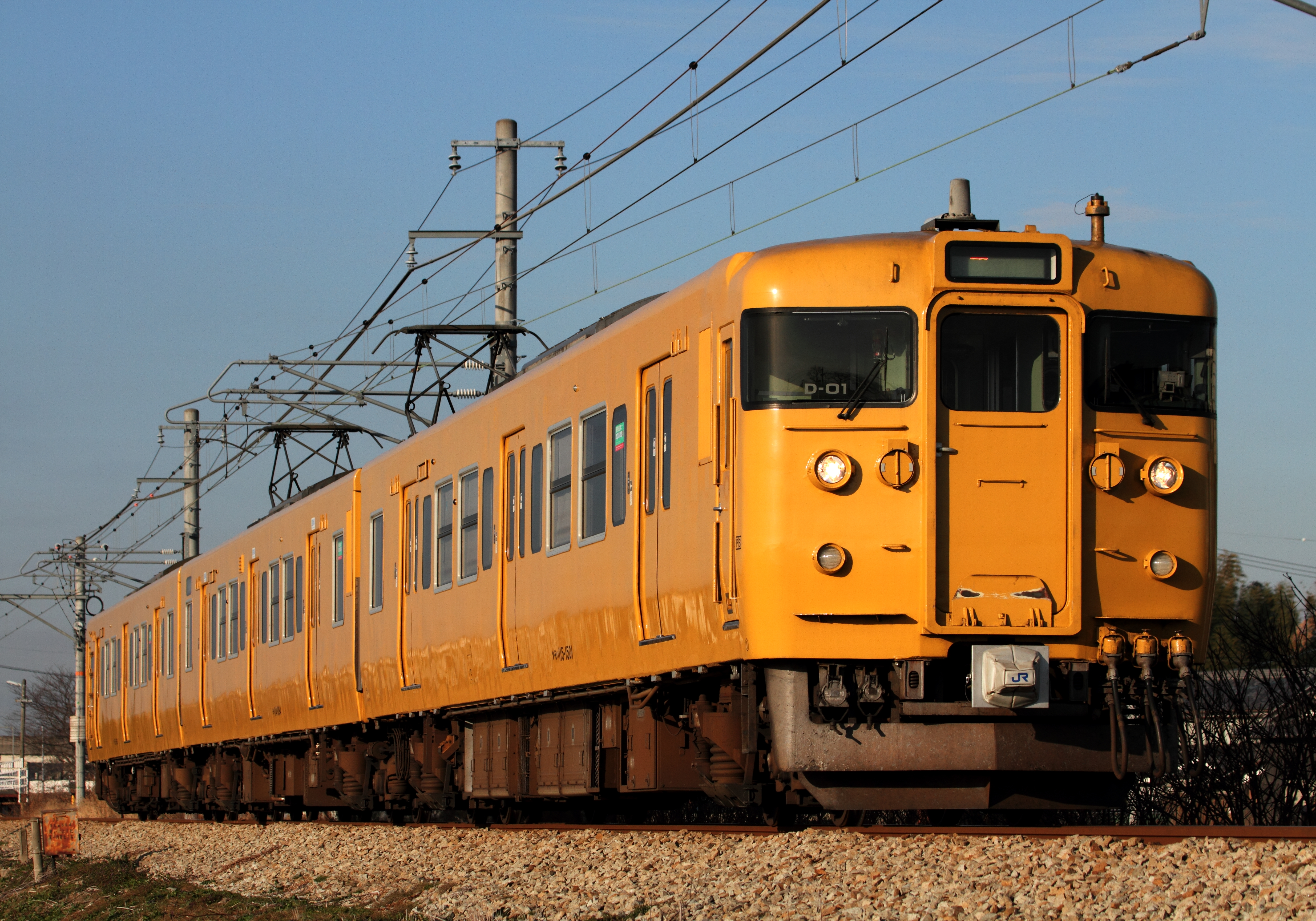
115系
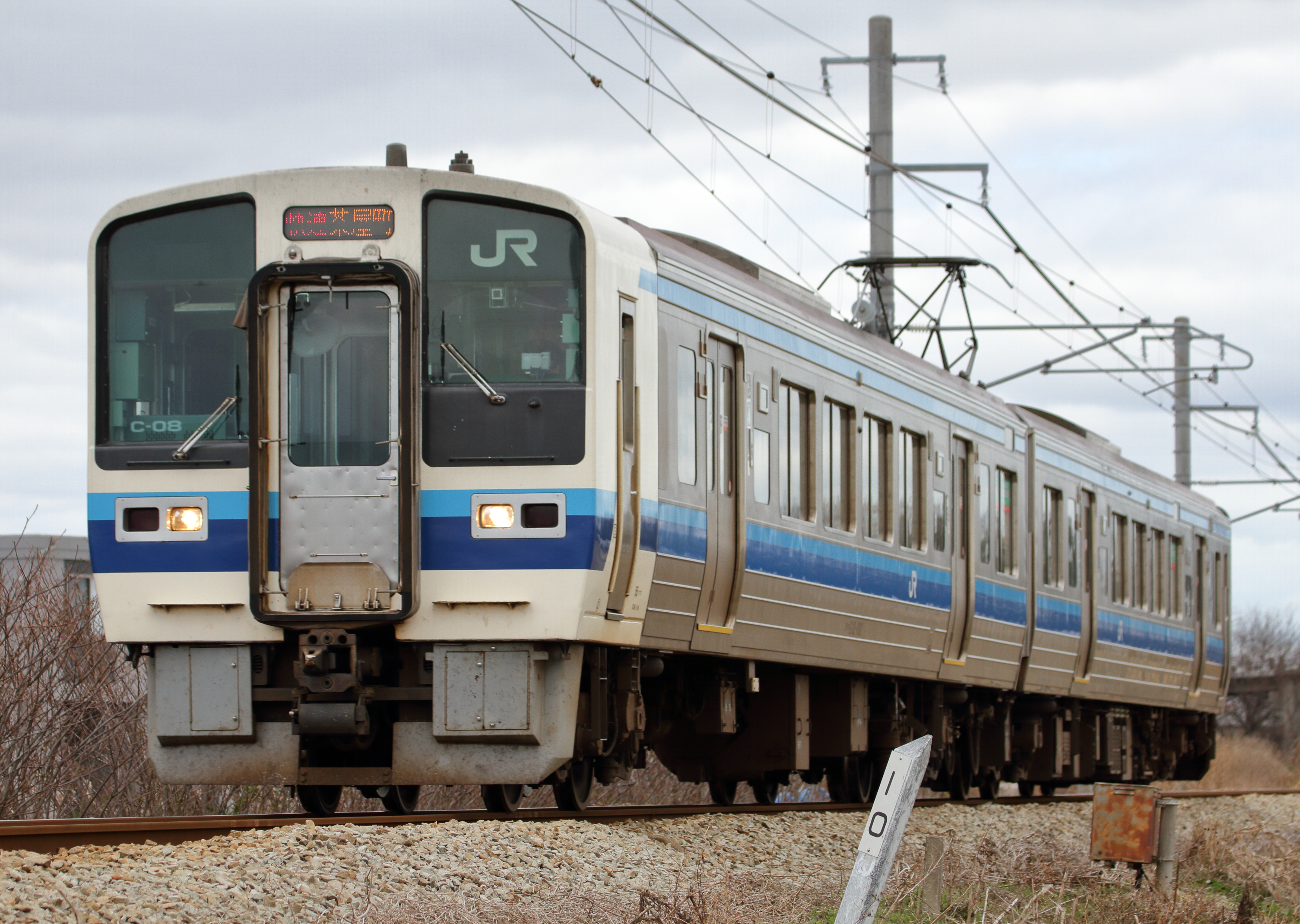
213系
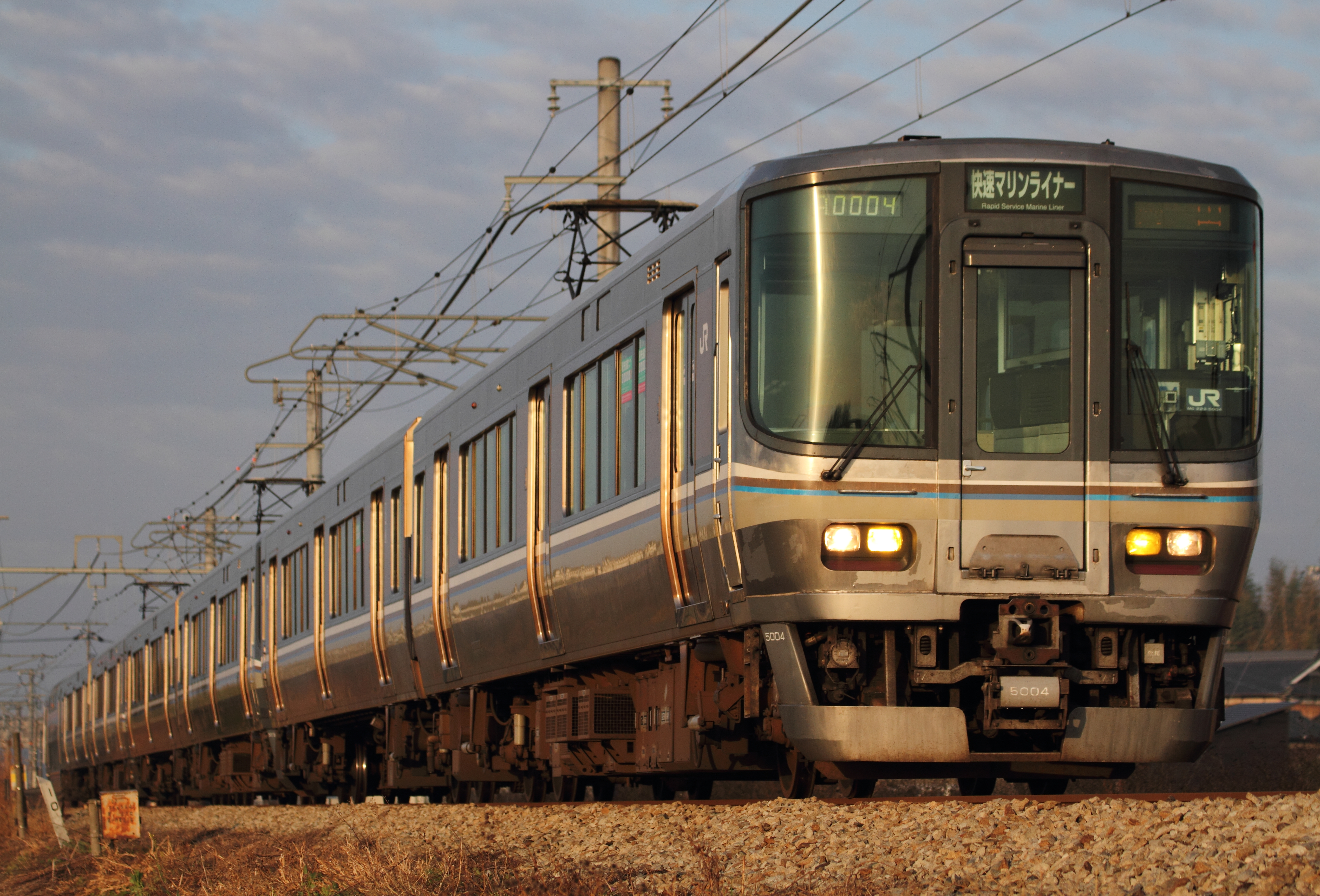
223系5000番台（手前の4両）と5000系（奥の3両）
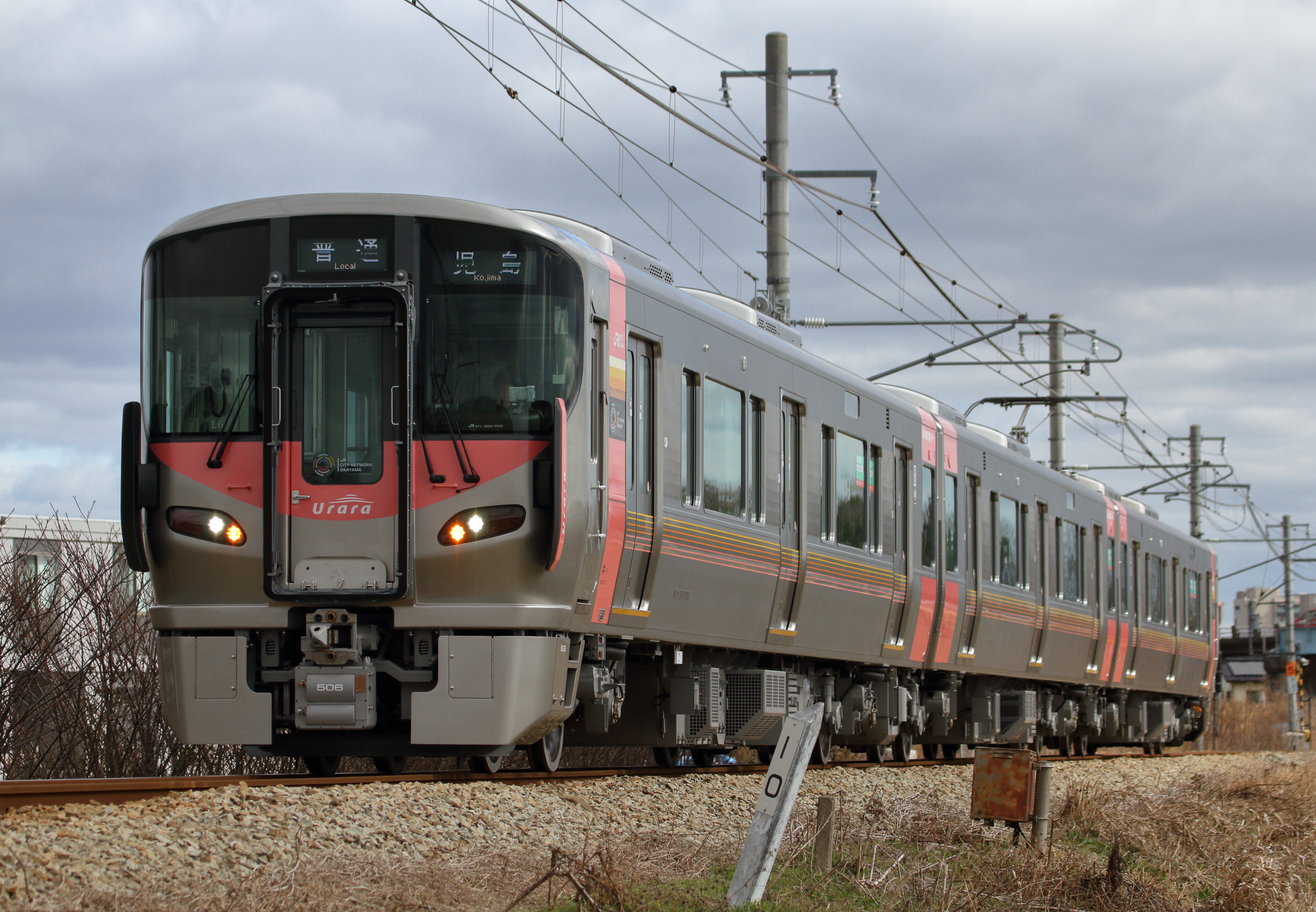
227系500番台

#### 貨物列車
- EF210形

- EF210形

### 過去の使用車両
気動車・電車に加え客車も使用されていた。
宇高連絡船に接続する快速列車およびそれに連なる優等列車については、「マリンライナー#宇野線・本四備讃線優等列車沿革」「サンライズ瀬戸#東京対四国夜行列車概略」も参照。

#### 特急・急行列車
気動車
- キハ181系：特急「しおかぜ」「南風」で使用された。
- キハ185系：特急「しおかぜ」「南風」「うずしお」で使用された。四国直通特急列車から撤退した後は、「瀬戸大橋アンパンマントロッコ号」の牽引車や団体臨時列車として岡山駅まで乗り入れて来ることがある。
- 2000系・N2000系：特急「南風」「しおかぜ」「うずしお」で使用された。「しおかぜ」からは2016年3月25日、「うずしお」からは2020年7月17日をもってそれぞれ撤退し、最後まで使用されていた「南風」も2021年3月13日をもって撤退した。

客車
- 24系25形客車：寝台特急「瀬戸」で使用された。

#### 普通・快速列車
- 32系：岡山駅 - 宇野駅間で普通列車として運用されていた。
- 40系：岡山駅 - 宇野駅間で普通列車として運用されていた。
- 42系：岡山駅 - 宇野駅間で普通列車として運用されていた。
- 51系：岡山駅 - 宇野駅間で普通列車として運用されていた。
- 80系：岡山駅 - 宇野駅間で普通列車として運用されていた。
- クモハ84形：岡山駅 - 宇野駅間で普通列車として運用されていた。
- 123系：岡山駅 - 宇野駅・児島駅間で普通列車として運用されていた。1995年（平成7年）に阪和線羽衣支線で使用されていた車両が岡山へ転属し、車体にはカモメのイラストが描かれていた。2001年（平成13年）まで使用された。
- 103系：岡山駅 - 宇野駅で運用されていた。夕方1本と夜1本に岡山発宇野行が運転され、そのまま宇野駅で夜間滞泊されていた。翌朝通勤時間帯の宇野発岡山行として、片側4ドアかつオールロングシートの威力を発揮しラッシュ対策になっていた。
- 105系：岡山駅 - 宇野駅間で普通列車として運用されていた。123系と入れ替わりに導入され、213系の改造が終わる2004年（平成16年）まで使用された。茶屋町駅 - 宇野駅間の区間運転ではワンマン運転を行っていた。
- 111系：瀬戸大橋開通から1996年（平成8年）までの間、JR四国高松運転所所属の車両が岡山駅 - 観音寺駅間で普通列車として運用されていたほか、瀬戸大橋開通直後は岡山駅 - 高松駅間の臨時快速としても運用されていた。
- 117系：岡山駅 - 宇野駅・児島駅間の普通列車で使用されていたほか、瀬戸大橋開通直後に岡山駅 - 高松駅間の臨時快速列車で使用されていた。
- 167系：瀬戸大橋開通直後に岡山駅 - 高松駅間の臨時快速列車で使用されていた。
- 221系：登場直後に岡山駅 - 高松駅間の臨時マリンライナーで指定席車も設定して使用されていた。[要出典]
- 6000系：2016年3月26日ダイヤ改正から2019年3月15日まで、岡山駅 - 観音寺駅間の普通列車で使用されていた。1996年の登場時からしばらくの間岡山まで乗り入れていたが、113系が導入されてからは本州直通運用から撤退していた。

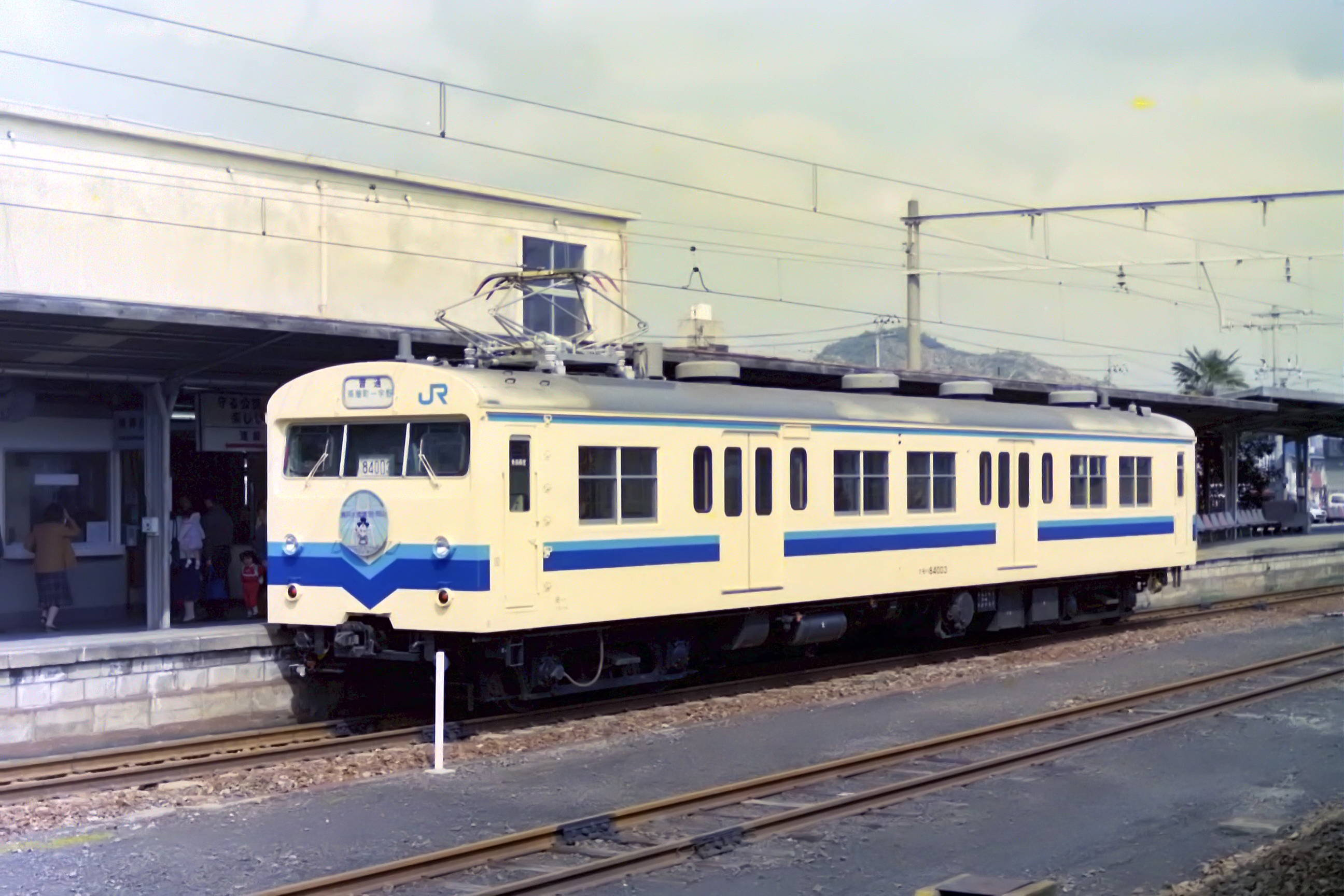
クモハ84形
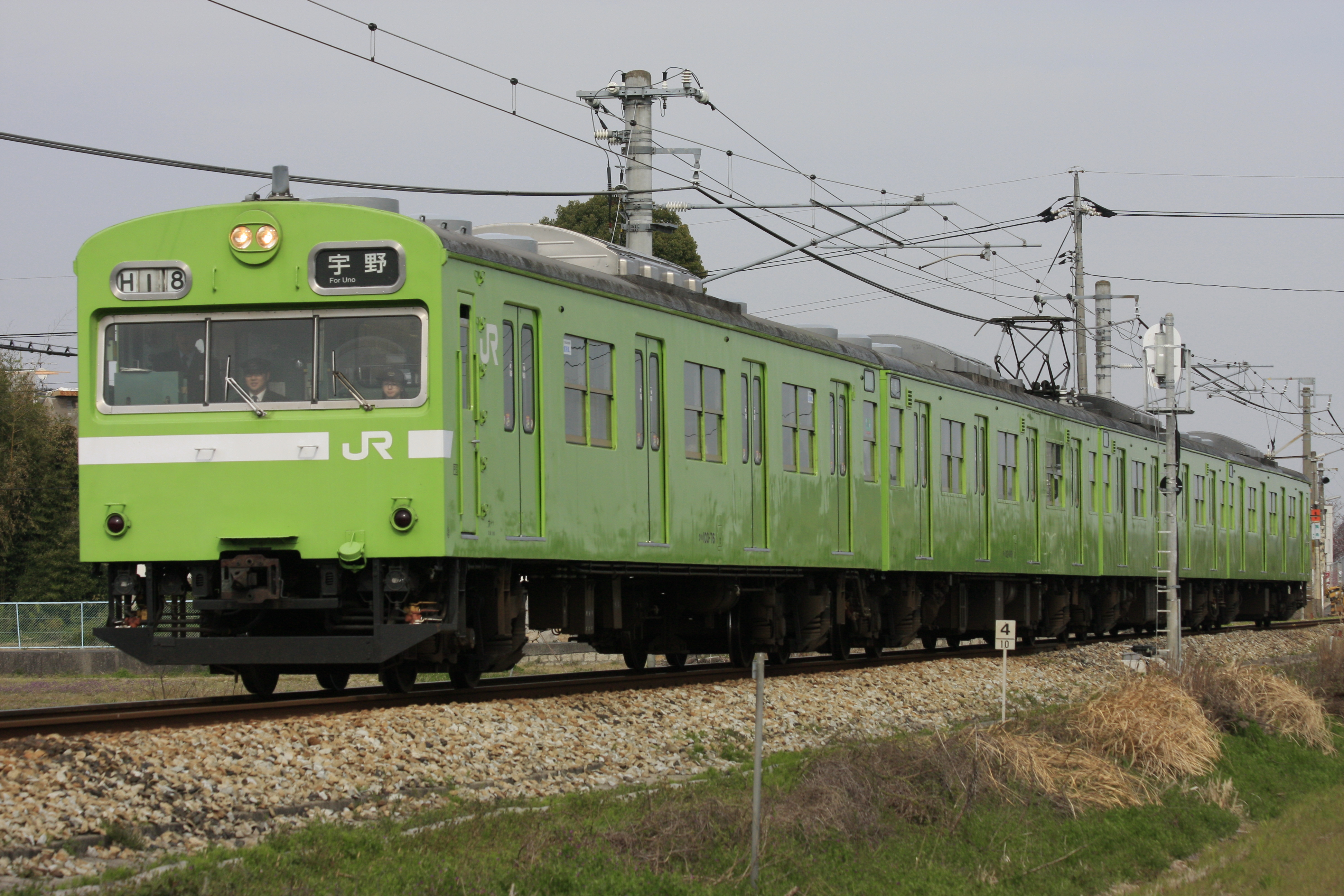
103系
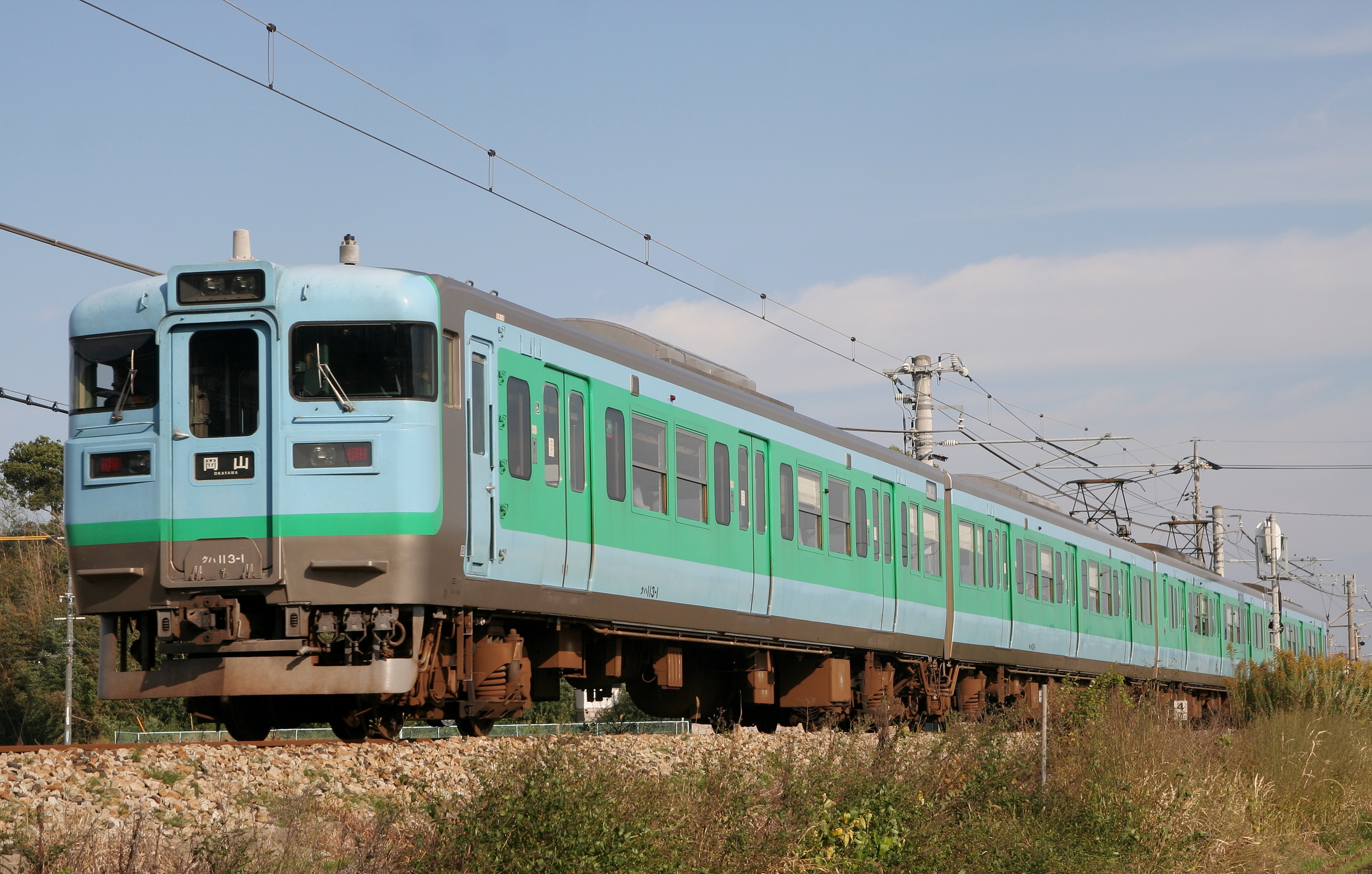
JR四国の113系
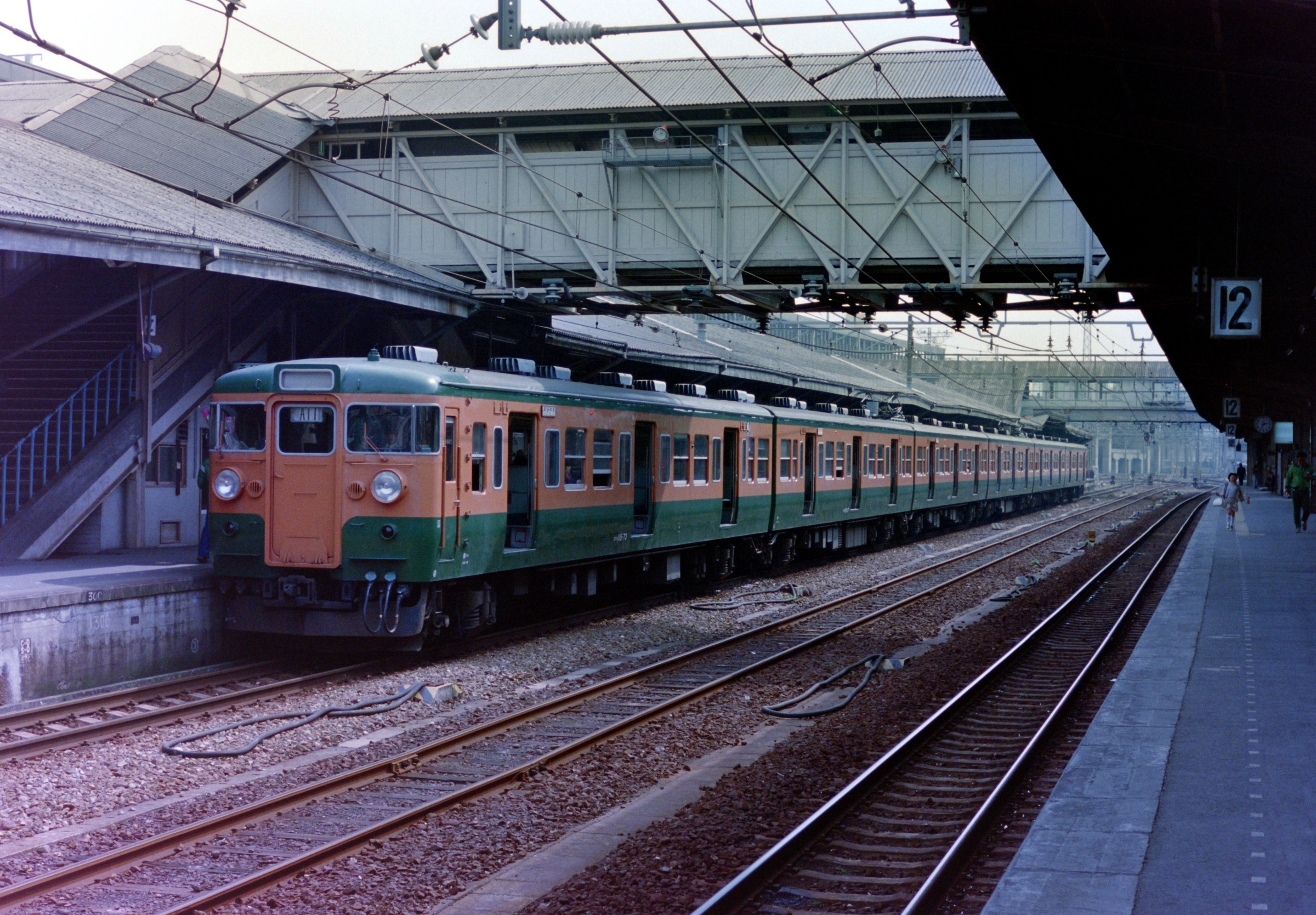
湘南色の115系（岡山駅 1983年）

## 複線化事業
四国との列車が走る岡山駅 - 茶屋町駅間は、2001年までに大元駅と妹尾駅付近が複線化されただけであり、しかも交換可能な駅の配線は茶屋町駅をのぞいてどこも2線しかないため岡山駅 - 児島駅間で列車を追い抜くことは事実上困難である（一線スルー配線になっている備前西市駅での追い抜きは可能であるが、臨時列車の運転時や列車の大幅な遅れが出た場合に限られている）。これらの理由によって運転本数増加や速度向上は大きく制限されている。それゆえ「マリンライナー」では香川県方面や四国各地への乗客と岡山都市圏の近距離の通勤通学客を一緒に乗せざるを得ず、実質4両（5両中1両が座席指定席のため除外、ラッシュ時には増結あり）という編成の短さもあって混雑が酷くなっている。そのため、JR西日本と香川県・愛媛県などが出資して第三セクター会社の瀬戸大橋高速鉄道保有が2003年に設立され、一部区間の複線化工事が行われた。
当初、岡山駅 - 茶屋町駅間の全区間を複線化する計画であったが、事業費が100億円以上もかかることから予算化・事業着手が見送られてきた。また、複線化に関しては香川県と岡山県で温度差があった。物理的にも備前西市駅 - 笹ヶ瀬川橋梁間、妹尾駅 - 備中箕島駅間には線路の両脇に建物が迫っている部分があり、備中箕島駅の岡山寄りには、複線化構想が持ち上がる以前に完成したため複線化を考慮した構造となっていない岡山県道21号岡山児島線の跨線橋があるため、全区間の複線化は現状では不可能となっている。しかし、駅の行き違い設備の整備が進み、早島駅付近を複線化するだけでも全線複線化とほぼ同じ効果が見込め、事業費が30億円までに削減されたためようやく事業が動き出した。国が8億円、JR西日本が11億円を負担し、残りの21億円を香川県 (39%)・岡山県 (28%)・愛媛県 (22%)・高知県 (7%)・徳島県 (4%) でそれぞれ負担した。
2007年春までに完成させる予定であったが、環境アセスメントを盛り込まずに事業を計画したり、早島駅 - 久々原駅間にあるカーブ区間の一部で用地買収が難航したために完成が遅れ、2009年1月25日より早島駅 - 久々原駅間の複線区間の供用が開始され、一部列車で運転時刻の変更が実施された。複線化のメリットを生かしたダイヤは2009年3月14日のダイヤ改正で実施された。これによって、早島駅での交換待ち合わせがなくなることから特急列車や快速列車の所要時間が1 - 2分短縮された。
なお、瀬戸大橋高速鉄道保有は、鉄道施設の改良・保有および貸付けを行うが、第三種鉄道事業者ではない。

## 歴史
鉄道院が山陽鉄道から引き継いだ岡山 - 高松航路に代わり宇高航路を開設した日と同日に開業した。
- 1910年（明治43年）6月12日：宇野線 岡山駅 - 宇野駅間（20.4M≒32.83km）が開業。同時に宇高連絡船運航開始。鹿田駅（現在の大元駅）・妹尾駅・早島駅・茶屋町駅・味野駅（現在の彦崎駅）・由加駅（現在の迫川駅）・八浜駅・宇野駅が開業。
- 1914年（大正3年）7月1日：味野駅が彦崎駅に改称。
- 1917年（大正6年）11月17日：彦崎駅 - 由加駅間に灘崎仮信号所が開設（廃止日不詳）。
- 1922年（大正11年）
  - 1月13日：鹿田駅 - 妹尾駅間に今村仮信号所が開設（廃止日不詳）。
  - 4月1日：仮信号所が仮信号場に変更。
- 1925年（大正14年）3月6日：岡山駅 - 妹尾駅間経路変更。鹿田駅が移転し大元駅に改称。
- 1930年（昭和5年）4月1日：営業距離の表記をマイルからメートルに変更（20.4M→32.9km）。
- 1939年（昭和14年）1月1日：備前西市駅・備中箕島駅・備前片岡駅・常山駅・備前田井駅が開業。
- 1940年（昭和15年）11月1日：備前西市駅・備中箕島駅・備前片岡駅・常山駅・備前田井駅が営業休止。
- 1947年（昭和22年）5月1日：岡山駅 - 大元駅間に岡操口信号場が開設。岡山操車場 - 岡操口信号場間の短絡線が開業。
- 1950年（昭和25年）11月15日：備前西市駅・備中箕島駅・備前片岡駅・常山駅・備前田井駅が営業再開[30]。
- 1952年（昭和27年）
  - 3月20日：久々原駅が開業。
  - 11月15日：由加駅が迫川駅に改称。
- 1956年（昭和31年）2月1日：岡操口信号場が廃止。
- 1960年（昭和35年）
  - 6月：宇野線開業五十周年記念式典が宇野駅で行われ、岡山駅 - 宇野駅間に記念列車を運行。
  - 9月30日：岡山駅 - 宇野駅間でディーゼル車の「さよなら運転」が行われる。
  - 10月1日：岡山駅 - 宇野駅間が電化され、電車運転開始[31]。備前田井駅 - 八浜駅間経路変更。
- 1961年（昭和36年）9月1日：単線自動閉塞化。
- 1970年（昭和45年）
  - 4月5日：列車集中制御装置 (CTC) が導入。
  - 4月30日：各駅で荷降しをする手小荷物運搬電車の運転が終了（茶屋町駅 - 宇野駅間の途中駅での荷物扱い廃止）。
  - 5月1日：手荷物扱い駅でもあった彦崎駅・迫川駅・八浜駅・備前田井駅が無人化。同駅での荷物の取扱を廃止。
  - 6月：宇野線開業六十周年記念式典が宇野駅で行われ、岡山駅 - 宇野駅間で記念列車運行。
- 1972年（昭和47年）3月15日：山陽新幹線岡山駅延伸に伴い宇野駅発着の昼行優等列車が全廃され、新幹線に接続する四国連絡列車として岡山駅 - 宇野駅間に快速列車の運行が開始される。
- 1980年（昭和55年）6月：宇野線開業七十周年記念式典が宇野駅で行われ、岡山駅 - 宇野駅間で記念列車運行。
- 1984年（昭和59年）12月30日：大元駅 - 岡山操車場間の短絡線が廃止。
- 1987年（昭和62年）
  - 3月22日：岡山駅 - 宇野駅間に213系電車を使用した快速列車が運転開始。3月28日から「備讃ライナー」として運転。
  - 4月1日：国鉄分割民営化により西日本旅客鉄道が承継。日本貨物鉄道が全線の第二種鉄道事業者となる。
- 1988年（昭和63年）4月10日：瀬戸大橋開通。本四備讃線が開業し快速「マリンライナー」などが運転開始。同時に岡山駅 - 宇野駅間の快速「備讃ライナー」、宇高連絡船やホバークラフトは廃止され、高速艇のみ存続する。
- 1990年（平成2年）4月1日：高速艇が運航休止。翌年廃止。
- 1991年（平成3年）10月22日：妹尾駅構内に行き違い施設が新設される。
- 1992年（平成4年）：岡山駅 - 茶屋町駅間で高速化にあわせて路盤を一部改良。早島駅・備前西市駅・大元駅構内の行き違い部分の配線改良。
- 1994年（平成6年）12月3日：宇野駅の移転により改キロ (-0.1 km)。
- 1997年（平成9年）11月：大元駅付近の高架化工事が着工[32]。
- 2001年（平成13年）
  - 10月1日：茶屋町駅 - 宇野駅間でワンマン運転を開始[33]。
  - 12月16日：大元駅付近が高架化、行き違い施設が約1.9 kmになり、所要時間が短縮される[34]。
- 2002年（平成14年）4月1日：茶屋町駅 - 宇野駅間の日本貨物鉄道の第二種鉄道事業が廃止[35]。
- 2004年（平成16年）8月30日 - 9月30日：台風16号の高潮の被害で、宇野駅の冠水により留置されていた電車が被害を受けて車両のやり繰りができなくなったため、岡山電車区に滞泊していた223系2000番台（6両編成）が急遽代走として運用に就く（詳細は「宇野駅#2004年8月台風での冠水」を参照）。
- 2006年（平成18年）
  - 7月9日：岡山駅構内の宇野線・瀬戸大橋線のホームが増設[36]。
  - 10月：早島駅 - 久々原駅間の複線化工事が着工。
- 2007年（平成19年）9月1日：岡山駅 - 茶屋町駅間が「ICOCA」の利用エリアになる[37][38]。
- 2008年（平成20年）6月22日：備中箕島駅 - 早島駅間の下り線が完成し、旧線を使用停止して下り線を単線扱いで使用開始。
- 2009年（平成21年）
  - 1月25日：備中箕島駅 - 茶屋町駅間のうち約3.3kmが複線化。久々原駅の下りホームが完成。
  - 3月14日：複線化完成を反映したダイヤ改正が実施される[29]。
- 2011年（平成23年）4月2日 - 4月7日：東日本大震災の影響で車両保守部品が不足したことにより、日中の列車の間引き運転が実施される[39][40]。
- 2016年（平成28年）3月26日：ラインカラーおよび路線記号、愛称名「宇野みなと線」を使用開始[2][4]。また茶屋町駅以南で列車のドアが通年半自動扱いとなった。
- 2019年（平成31年）3月16日：茶屋町駅 - 宇野駅間が「ICOCA」の利用エリアとなり、宇野線全線がエリアとなる[5]。
- 2020年（令和2年）
  - 3月14日：ダイヤ改正で岡山駅 - 備前西市駅間の普通列車と岡山駅 - 茶屋町駅間で大元駅・備前西市駅・妹尾駅のみ停車する快速列車を新設[41]。
  - 9月：駅ナンバー（駅番号）を岡山駅 - 宇野駅間の全駅に順次導入[42]。
- 2025年（令和7年）3月15日：岡山駅 - 茶屋町駅間の普通列車でワンマン運転を開始[43][注 5]。

## 駅一覧
- 停車駅
  - 普通 … すべての駅に停車
  - 快速 … ●印の駅は全列車停車、◆印の駅は半数程度が停車、▲印の駅は早朝・ラッシュ時・深夜に一部停車、｜印の駅は全列車通過
  - 特急 … #運行形態に挙げられている各列車記事参照
- 線路 … ◇：単線区間（列車交換可能）、｜：単線区間（列車交換不可能）、∨：ここより下は単線、∧：ここより下は複線、または終点（列車交換可能）
- 全駅岡山県内に所在
- 駅ナンバーは2020年9月より順次導入[42]。本稿では宇野みなと線として付与された駅ナンバーを表記している。瀬戸大橋線として付与された駅ナンバーについては瀬戸大橋線#駅一覧を参照のこと。

| 愛称       | 愛称         | 駅ナンバー | 駅名       | 営業キロ | 営業キロ | 快速           | マリンライナー | 接続路線 | 線路        | 所在地        | 所在地        |
| 愛称       | 愛称         | 駅ナンバー | 駅名       | 駅間     | 累計     | 快速           | マリンライナー | 接続路線 | 線路        | 所在地        | 所在地        |
| ---------- | ------------ | ---------- | ---------- | -------- | -------- | -------------- | -------------- | --- | ----------- | ------------- | ------------- |
| 瀬戸大橋線 | 宇野みなと線 | JR-L01     | 岡山駅     | -        | 0.0      | ●              | ●              | 西日本旅客鉄道： 山陽新幹線・ 山陽本線（JR-S01,JR-W01）・ 赤穂線（JR-N01）・ 伯備線（JR-V01）・ 津山線・ 吉備線（桃太郎線:JR-U01） 岡山電気軌道：東山本線 …岡山駅前停留場（H01,S01） | ∨           | 岡山市        | 北区          |
| 瀬戸大橋線 | 宇野みなと線 | JR-L02     | 大元駅     | 2.5      | 2.5      | ●              | ▲              | | ◇           | 岡山市        | 北区          |
| 瀬戸大橋線 | 宇野みなと線 | JR-L03     | 備前西市駅 | 2.0      | 4.5      | ●              | ▲              | | ◇           | 岡山市        | 南区          |
| 瀬戸大橋線 | 宇野みなと線 | JR-L04     | 妹尾駅     | 3.8      | 8.3      | ●              | ◆              | | ◇           | 岡山市        | 南区          |
| 瀬戸大橋線 | 宇野みなと線 | JR-L05     | 備中箕島駅 | 1.9      | 10.2     | ｜             | ｜             | | ｜          | 岡山市        | 南区          |
| 瀬戸大橋線 | 宇野みなと線 | JR-L06     | 早島駅     | 1.7      | 11.9     | ｜             | ◆              | | ∧           | 都窪郡 早島町 | 都窪郡 早島町 |
| 瀬戸大橋線 | 宇野みなと線 | JR-L07     | 久々原駅   | 1.3      | 13.2     | ｜             | ｜             | | ∨           | 都窪郡 早島町 | 都窪郡 早島町 |
| 瀬戸大橋線 | 宇野みなと線 | JR-L08     | 茶屋町駅   | 1.7      | 14.9     | ●              | ●              | 西日本旅客鉄道： 本四備讃線（瀬戸大橋線:JR-M08） | ◇           | 倉敷市        | 倉敷市        |
|            | 宇野みなと線 | JR-L08     | 茶屋町駅   | 1.7      | 14.9     | ●              | ●              | 西日本旅客鉄道： 本四備讃線（瀬戸大橋線:JR-M08） | ◇           | 倉敷市        | 倉敷市        |
| JR-L09     | 宇野みなと線 | 彦崎駅     | 3.2        | 18.1     |          | 本四備讃線直通 |                | ◇ | 岡山市 南区 | 岡山市 南区   |               |
| JR-L10     | 宇野みなと線 | 備前片岡駅 | 2.8        | 20.9     |          | 本四備讃線直通 |                | ◇ | 岡山市 南区 | 岡山市 南区   |               |
| JR-L11     | 宇野みなと線 | 迫川駅     | 1.9        | 22.8     |          | 本四備讃線直通 |                | ◇ | 岡山市 南区 | 岡山市 南区   |               |
| JR-L12     | 宇野みなと線 | 常山駅     | 1.3        | 24.1     |          | 本四備讃線直通 |                | ｜ | 玉野市      | 玉野市        |               |
| JR-L13     | 宇野みなと線 | 八浜駅     | 2.5        | 26.6     |          | 本四備讃線直通 |                | ◇ | 玉野市      | 玉野市        |               |
| JR-L14     | 宇野みなと線 | 備前田井駅 | 3.7        | 30.3     |          | 本四備讃線直通 |                | ◇ | 玉野市      | 玉野市        |               |
| JR-L15     | 宇野みなと線 | 宇野駅     | 2.5        | 32.8     |          | 本四備讃線直通 |                | ∧ | 玉野市      | 玉野市        |               |

1. 1 2  赤穂線は山陽本線東岡山駅、伯備線は山陽本線倉敷駅が路線の起終点であるが、運転系統上は全列車が岡山駅に乗り入れる

以下の駅以外は無人駅である。
- 直営駅（3駅）
  - 岡山駅・茶屋町駅・宇野駅
- JR西日本中国交通サービスによる業務委託駅（1駅）
  - 大元駅

### 過去の接続路線
事業者名は廃止時点
- 大元駅：岡山臨港鉄道 - 1984年12月30日廃止
- 茶屋町駅：下津井電鉄線 - 1972年4月1日廃止
- 宇野駅：玉野市営電気鉄道 - 1972年4月1日廃止